# توني روبنسون (سياسي)
توني روبنسون (بالإنجليزية: Tony Robinson)‏ هو سياسي أسترالي، ولد في 9 مايو 1962 في ملبورن في أستراليا. حزبياً، نشط في حزب العمال الأسترالي. وقد انتخب عضو الجمعية التشريعية فيكتوريا.